# Fudbalski klub Trepča
Il FK Trepča (ФК Трепча in cirillico) è una squadra di calcio Kosovo con sede a Mitrovica, nel Kosovo del Nord. È stata fondata nel 1989. Sebbene sia posizionato in Kosovo, il club disputa il campionato jugoslavo, attualmente milita nell Lega del campionato del Kosovo.

## Nome
Il nome deriva dalle miniere Trepča, basate a nord-est della città. Nel dopoguerra il nome della squadra fu FK Rudar Kosovska Mitrovica (rudar significa miniera in serbo), dal 1962 ha preso il nome attuale.

## Storia
Nell'aprile 2013 il Trepča ha disputato una amichevole contro il Partizan a Belgrado, a simboleggiare la solidarietà con i Serbi del Kosovo (finì 3-2 per i bianco-neri, entrambe le reti dei verdi furono di Perica Ilić). Un anno dopo ci fu un'altra amichevole, stavolta contro la Stella Rossa (stavolta 3-0 per i bianco-rossi).

## Strutture

### Stadio
Dal 1932 al 1938 il club non ha avuto un proprio campo, si allenava e giocava nella confinante Zvečan. Dal 1938 al 1945 giocava in un piccolo campo in città, dopo la guerra ha giocato nel Trepča Stadium.
Dopo la guerra del 1999, la città fu divisa in una parte meridionale quasi esclusivamente composta da kosovari-albanesi ed una parte settentrionale a predominanza serba. Dopo gli scontri del 2004 vi fu un ulteriore rafforzamento della divisione etnica fra le due parti della città.
Dato che il Trepča Stadium è situato nella parte meridionale, al FK Trepča non era più possibile disputarci le partite casalinghe. Così, dopo quasi 60 anni, ha dovuto ritornare a giocare allo stadio di Zvečan, piccolo stadio da 3.500 posti.
Al Trepča Stadium erano rimasti a giocare solo i kosovo-albanesi del Trepça, che lo hanno ribattezzato Olympic Stadium Adem Jashari, dal nome di Adem Jashari, ex-leader della organizzazione paramilitare albanese UÇK.

## Giocatori di rilievo
- Mirza Golubica
- Dragan Mutibarić
- Dragan Simeunović
- Miško Stolić
- Vladan Radača
- Nikola Lazetić